# 海公铁路
海公铁路，是位于内蒙古自治区西南部乌海市境内的一条支线铁路。
海公支线，即海公铁路，起自包兰铁路乌海站（原名海勃拉站），向南经过卡布其、骆驼山、拉什仲庙（即拉僧中庙）、老石旦至拉僧庙止，铁路穿越桌子山矿区，该矿区矿藏丰富，种类繁多，海拉铁路即为该地区运输工业原料的铁路支线。
1958年10月，包兰铁路海拉支线新建工程开工建设。该年年末首先建成海勃湾站经卡布其东南方向8.08公里向东的平沟专用线，全长12.62公里。1960年1月，自8.08公里处开工继续展筑至28.97公里，同年7月，28.97公里处至老石旦间区段也开工建设。1961年7月，铁路铺轨至老石旦，8月至拉僧庙，定名为包兰铁路海拉支线，9月开始办理全线临时营业。1964年12月，海勃湾至老石旦区段线路正式投入运营，1965年春季，全线投入正式运营。后继续展筑至公乌素，全线更名为海公铁路，全长46公里，共设有车站7座。

## 扩能改造
2009年7月海公铁路开始扩能改造工程，工程设计全长36.06公里，总投资7.6亿元。改扩建后，预计年货运能力将达到1800万吨，日均开行客车1对。工程于2010年11月竣工。